# Evandro Brandão
Evandro Elmer de Carvalho Brandão (Luanda, 7 de maio de 1991) é um futebolista angolano que atua como atacante. Atualmente joga pelo Leixões.

## Carreira
Mudou-se para a Inglaterra quando tinha 9 anos de idade, ingressando nas categorias de base do Blackburn Rovers. Também passou pelos juniores de Walsall e Manchester United entre 2006 e 2009, quando foi contratado pelo Braga e, no mesmo ano, assinou por 2 anos e meio com o Benfica.
Evandro Brandão estreou profissionalmente nas divisões de acesso do Campeonato Português, defendendo Fátima e Gondomar por empréstimo. Na Hungria, participou de 3 jogos pelo Videoton, e também vestiu as camisas de Olhanense (empréstimo), Tondela, Recreativo do Libolo, Kabuscorp, Benfica de Castelo Branco e Fafe. Em junho de 2017, assinou com o Leixões.

## Carreira internacional
Entre 2006 e 2010, Evandro Brandão atuou nas seleções de base de Portugal, tornando-se elegível para defender Angola em 2014, estreando em agosto do mesmo ano.